# Великий Зетим
Великий Зети́м (рос. Большой Зетым) — присілок в Дебьоському районі Удмуртії, Росія.

## Населення
Населення — 326 осіб (2010; 343 в 2002).
Національний склад станом на 2002 рік:
- удмурти — 80 %

## Урбаноніми[3]
- вулиці — Молодіжна, Садова, Центральна